# 10 Gigabit Ethernet
10 Gigabit Ethernet (10GE, 10GbE lub 10 GigE) jest technologią wykorzystywaną w sieciach komputerowych określającą różne standardy transmisji ramek Ethernetowych z prędkością 10 gigabitów na sekundę (10 Gb/s). Po raz pierwszy został zdefiniowany w 2002 przez IEEE jako norma 802.3ae. W przeciwieństwie do poprzednich standardów Ethernet, 10 Gigabit Ethernet obsługuje połączenia wyłącznie w trybie pełnego dupleksu. Następstwem tego jest brak wsparcia dla protokołu CSMA/CD oraz brak możliwości stosowania koncentratorów sieciowych.
Podobnie jak poprzednie standardy Ethernet, 10GbE do transmisji danych wykorzystuje okablowanie światłowodowe oraz miedziane.

## Standardy
Od czasu opracowania pierwszego standardu technologii 10GbE grupa IEEE opublikowała szereg kolejnych norm obsługujących 10 Gigabit Ethernet.
| Standard   | Rok opracowania | Opis |
| ---------- | --------------- | --- |
| 802.3ae    | 2002            | Wykorzystanie światłowodu do transmisji dla sieci LAN (10GBASE-SR, 10GBASE-LR, 10GBASE-ER, 10GBASE-LX4) oraz sieci WAN (10GBASE-SW, 10GBASE-LW, 10GBASE-EW) |
| 802.3ak    | 2004            | Kabel miedziany typu "twinaxial" jako medium transmisyjne (10GBASE-CX4)                                                                                     |
| 802.3-2005 | 2005            | Rewizja standardów bazowych zawierających normy 802.3ae, 802.3ak oraz erratę                                                                                |
| 802.3an    | 2006            | Do transmisji używana jest miedziana skrętka czteroparowa (10GBASE-T)                                                                                       |
| 802.3aq    | 2006            | Transmisja z podwyższoną korekcją sygnału przez światłowód wielomodowy (10GBASE-LRM)                                                                        |
| 802.3ap    | 2007            | Backplane Ethernet, 10 GbE na obwodach drukowanych (10GBASE-KR oraz 10GBASE-KX4)                                                                            |
| 802.3-2008 | 2008            | Rewizja standardów bazowych obejmująca nowelizację norm 802.3an/ap/aq/as, erratę oraz przeniesienie specyfikacji agregacji łączy do standardu 802.1AX       |
| 802.3av    | 2009            | 10GBASE-PR 10 Gbit/s Ethernet PHY dla EPON |
| 802.3-2015 | 2015            | Ostatnia wersja standardu bazowego |

## Optyczne media transmisyjne
Łącza wykorzystujące światłowody do transmisji w standardzie 10GbE pracują z prędkością 10,3125 GBd (wyłączając łącza asymetryczne).

### 10GBASE-SR
10GBASE-SR (Short Range) wykorzystuje światłowód wielomodowy w którym źródłem światła jest laser o długości fali 850 nm. W zależności od rodzaju włókna maksymalna długość światłowodu wynosi od 26 do 400 metrów.

### 10GBASE-LR
10GBASE-LR (Long Reach) do przesyłania danych wykorzystuje światłowód jednomodowy oraz używa lasera o długości fali 1310 nm. Maksymalna długość światłowodu to 10 km.

### 10GBASE-ER
10GBASE-ER (Extended Reach) jako medium transmisyjne wykorzystuje światłowód jednomodowy ze światłem o długości fali 1550 nm. Maksymalna długość światłowodu według specyfikacji to 30 km, ale istnieje możliwość wydłużenia do 40 km przy zastosowaniu łączy inżynierskich.

### 10GBASE-LX4
10GBASE-LX4 wykorzystuje do transmisji światłowody jednomodowe oraz wielomodowe przy zastosowaniu światła o długości fali 1310 nm. Dla światłowodów jednomodowych maksymalna długość łącza to 10 km, a dla wielomodowych 300 m.

### 10GBASE-LRM
10GBASE-LRM (Long Reach Multimode) do transmisji wykorzystuje światłowód wielomodowy wraz ze światłem o długości fali 1310 nm. Specyfikacja jako maksymalną długość światłowodu przewiduje 220 m dla wszystkich typów włókien.

### 10GBASE-PR
10GBASE-PR (10Gbit Ethernet PON lub 10G-EPON) do transmisji wykorzystuje światłowód jednomodowy. Długość fali światła wynosi 1577 nm dla danych pobieranych oraz 1270 nm dla danych wysyłanych, maksymalna długość łącza to 20 km. 10GBASE-PR obsługuje również łącza asymetryczne w których prędkość wysyłania wynosi 1 Gb/s (1,25 GBd) od klienta. 10G-EPON to następca standardu 1G-EPON. Powstał przy udziale firm telekomunikacyjnych z całego świata, jego celem jest standaryzacja dostępu do usług multimedialnych przy zachowaniu niskich kosztów utrzymania infrastruktury.

### 10GBASE-ZR
10GBASE-ZR do przesyłania danych wykorzystuje światłowód jednomodowy ze światłem o długości fali 1550nm, maksymalna długość światłowodu to 80 km. Nie jest to standard uznany przez IEEE, ale jest wykorzystywany przez kilku producentów sprzętu sieciowego.

### Dwukierunkowe pasmo
Wielu producentów wprowadziło własne standardy prędkości 10GbE wykorzystując dwukierunkowe pasmo, w którym wysyłanie i odbieranie danych odbywa się przez jedno włókno światłowodowe. Rozwiązanie to opiera się na wykorzystaniu różnych długości fal światła do pobierania oraz wysyłania danych.

## Miedziane media transmisyjne
10 GbE może być stosowany z użyciem skrętki czteroparowej, obwodów drukowanych (backplane) oraz kabli typu "twinaxial".

### 10GBASE-CX4
10GBASE-CX4 to pierwszy standard 10 GbE wykorzystujący miedź do transmisji, obecnie prawie niespotykany. Maksymalna długość łącza to 15m przy użyciu kabla typu "twinaxial".

### 10GBASE-KX4, 10GBASE-KR
10GBASE-KX4 oraz 10GBASE-KR to standardy wykorzystujące obwody drukowane do transmisji (wraz z innymi standardami Ethernet na obwodach drukowanych znane pod nazwą Backplane Ethernet). Maksymalna długość ścieżki na której mogą być przesyłane dane to 1 m. Standardy wykorzystywane są głównie w serwerach kasetowych oraz w modularnych przełącznikach i routerach.

### 10GBASE-T
10GBASE-T to standard wykorzystujący popularne skrętki czteroparowe. Maksymalna długość łącza to:
- 100 m przy zastosowaniu kabla kategorii 6A lub wyższej oraz kategorii 6 ekranowanego,
- 55 m dla kabla kategorii 6 nieekranowanego (UTP)[1].

10GBASE-T został użyty jako baza do nowszego, ale wolniejszego standardu 802.3bz oferującego połączenia z szybkością 2,5 Gb/s (2.5GBASE-T) oraz 5 Gb/s (5GBASE-T). Standard w zależności od indywidualnych przypadków konfiguracji infrastruktury sieciowej przewiduje następujące możliwości:
- prędkość 2,5 Gb/s, długość łącza do 100 m przy kablach kategorii 5e,
- prędkość 5 Gb/s, długość łącza do 100 m przy kablach kategorii 6 oraz 5e (tylko w wybranych przypadkach)[10].